# ميونخ ريزيدنز
ميونخ ريزيدنز أو الريزيدنز (تُلفظ بالألمانية: [ʁesiˈdɛnts], السكن) في منتصف ميونخ هو قصر ملكي سابق لملوك فيتلسباخ من بافاريا. الريزيدنز هو أكبر قصر ملكي في ألمانيا وهو اليوم مفتوح للزوار لمشاهدة عمارته، ديكورات الغرف، وهو يعرض مجموعة من المجموعات الملكية السابقة.

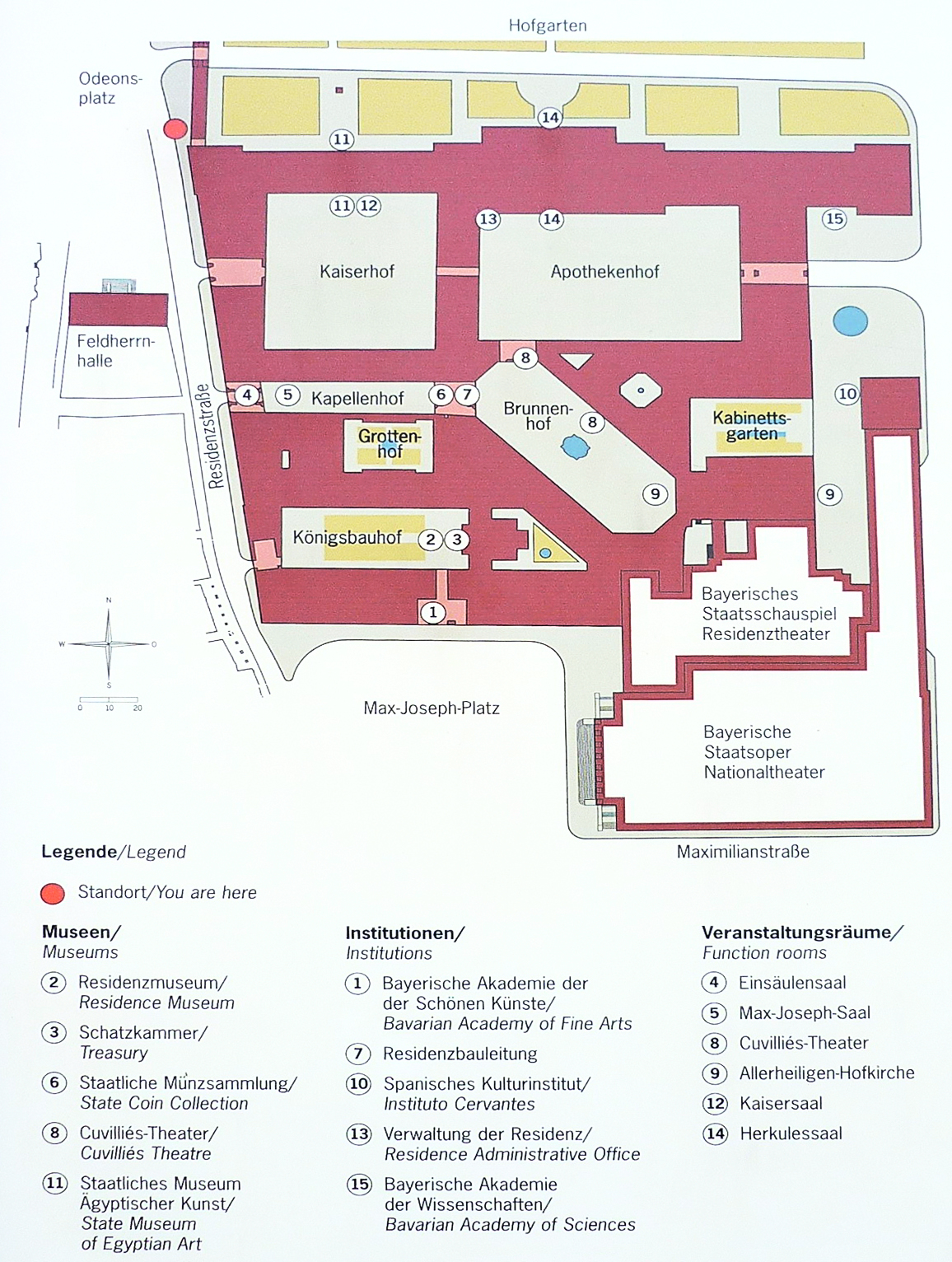
خطة الريزيدنز

يحتوي مجمع المباني على عشرة أفنية ويعرض 130 غرفة. الأجزاء الثلاثة الرئيسية هي كولنسباخو (بالقرب من ماكس جوزيف بلاتز - Max-Joseph-Platz)، التي ريزيدنز (الإقامة القديمة، نحو Residenzstraße) و فاسلباو (نحو هوفتاجن - Hofgarten (Munich)). 

## الصور

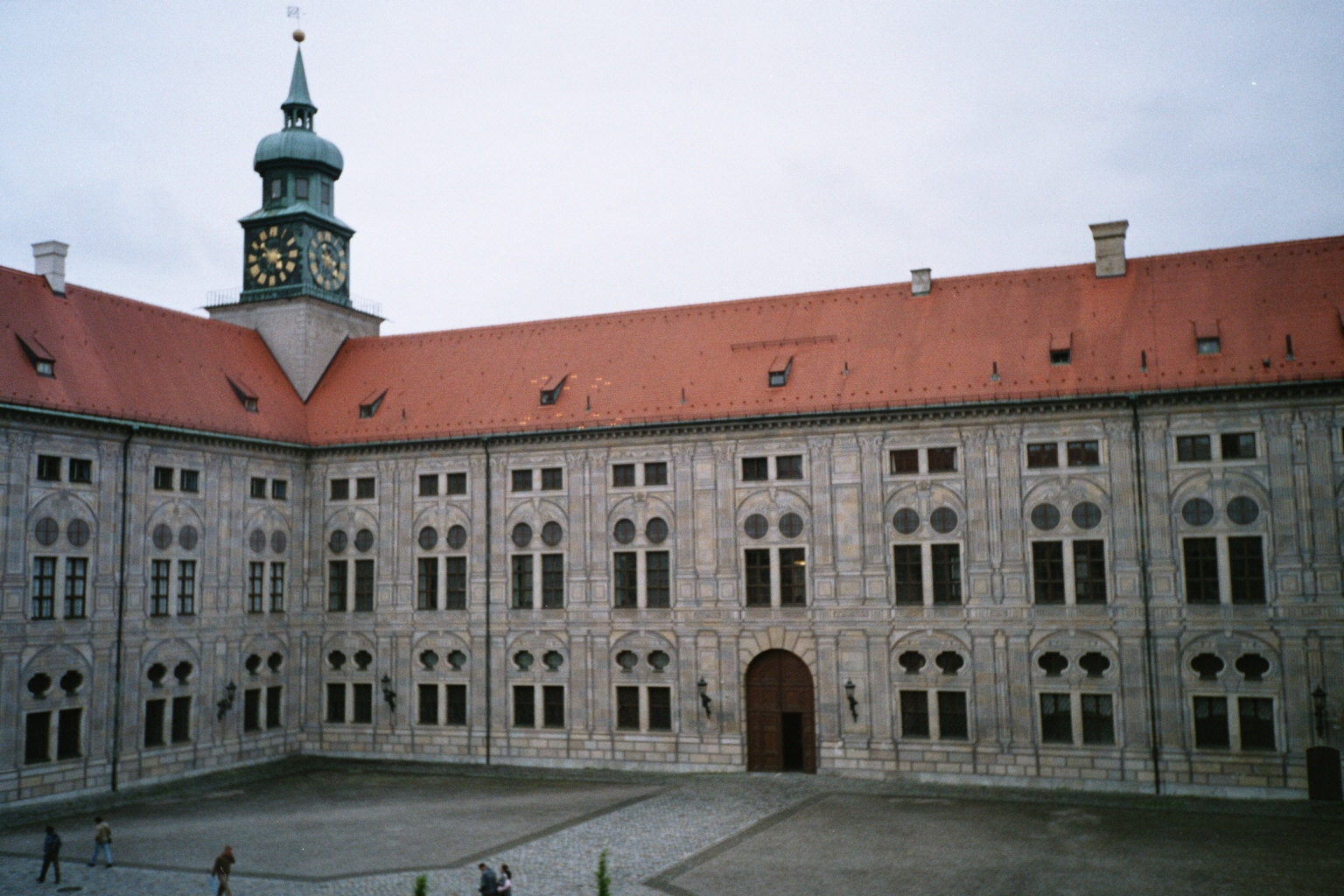
Kaiserhof, or Emperor's Courtyard
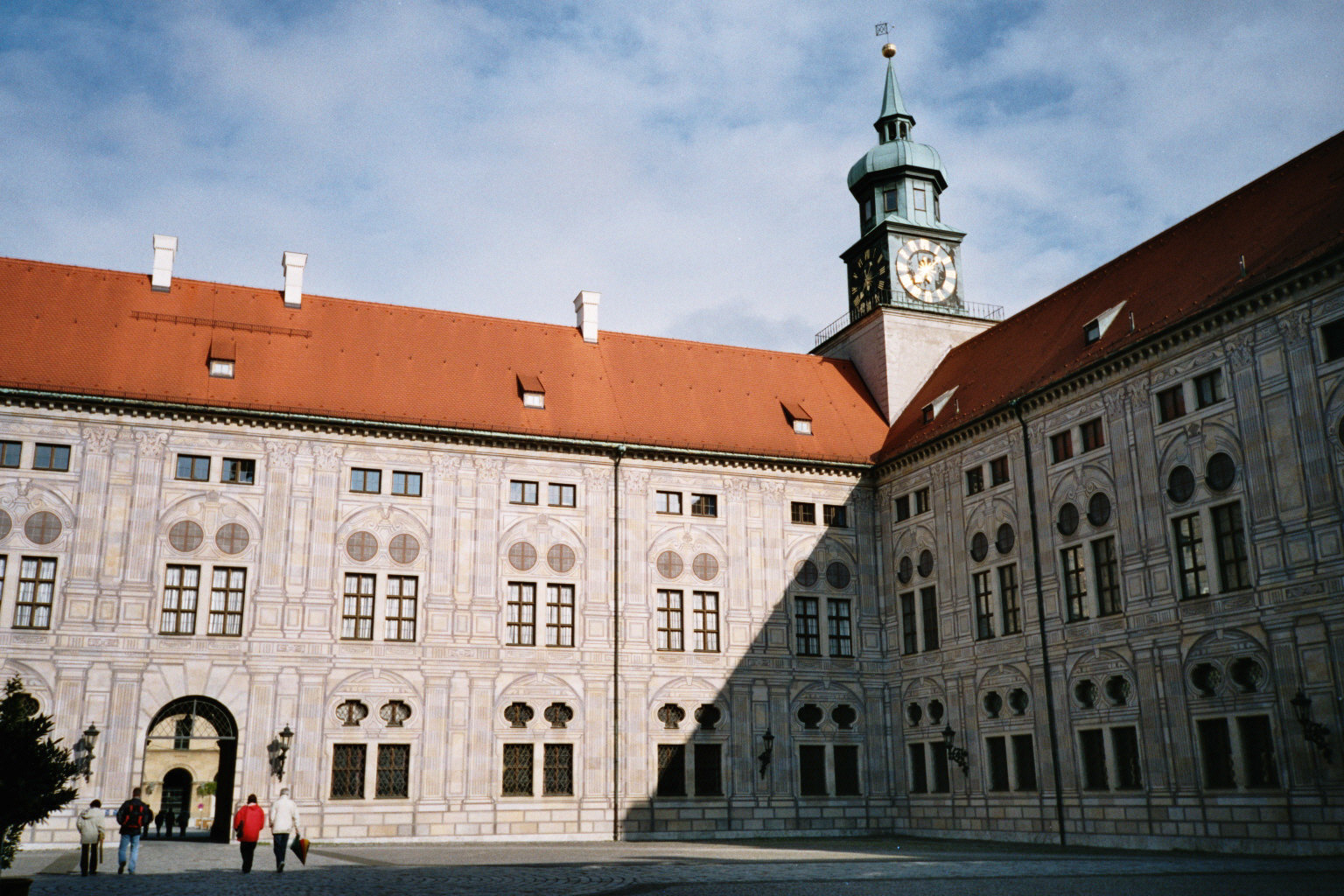
Kaiserhof
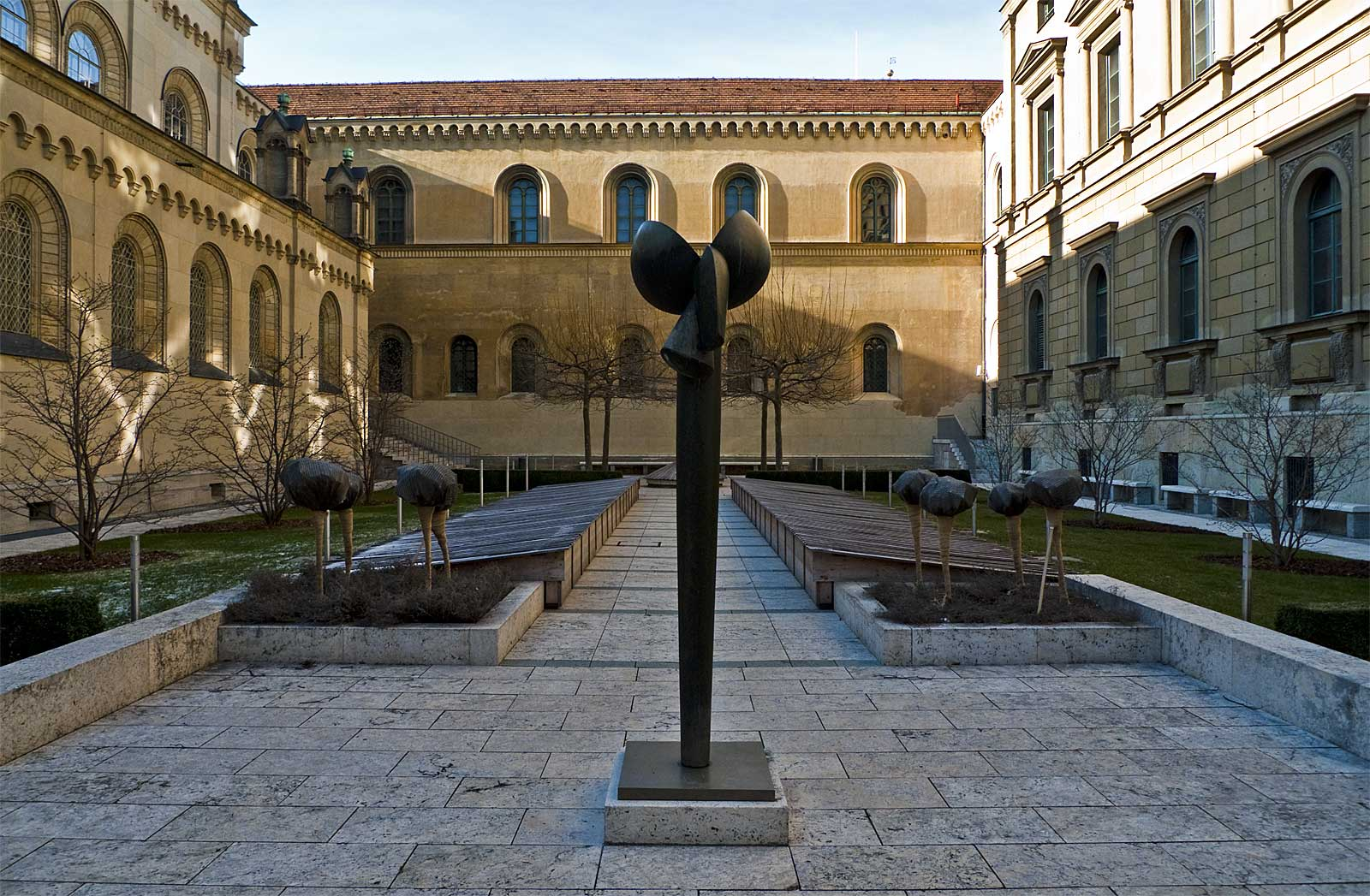
Kabinettsgarten of the Residenz, next to the Court Church of All Saints
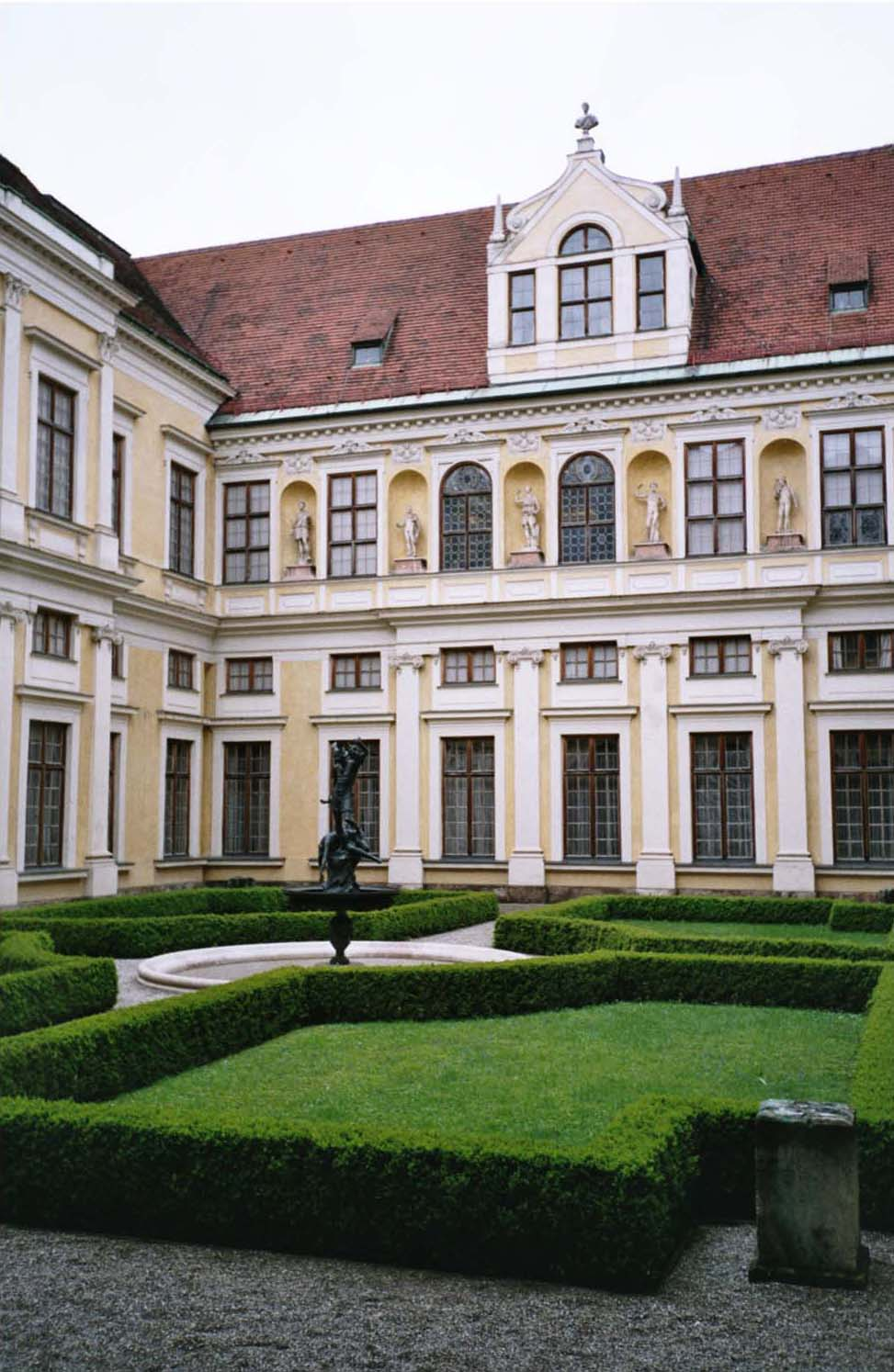
Grottenhof, a courtyard
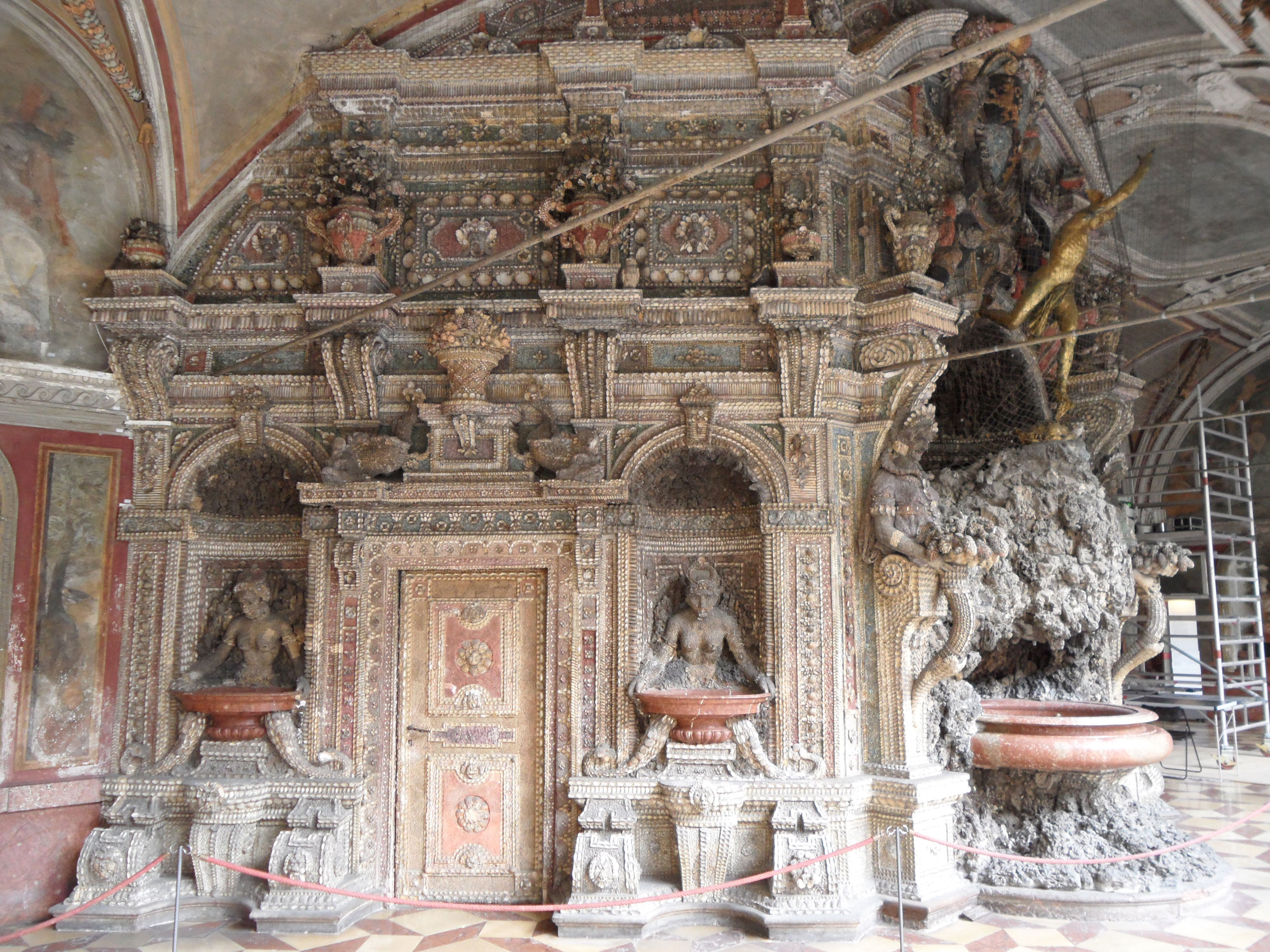
Grottenhof
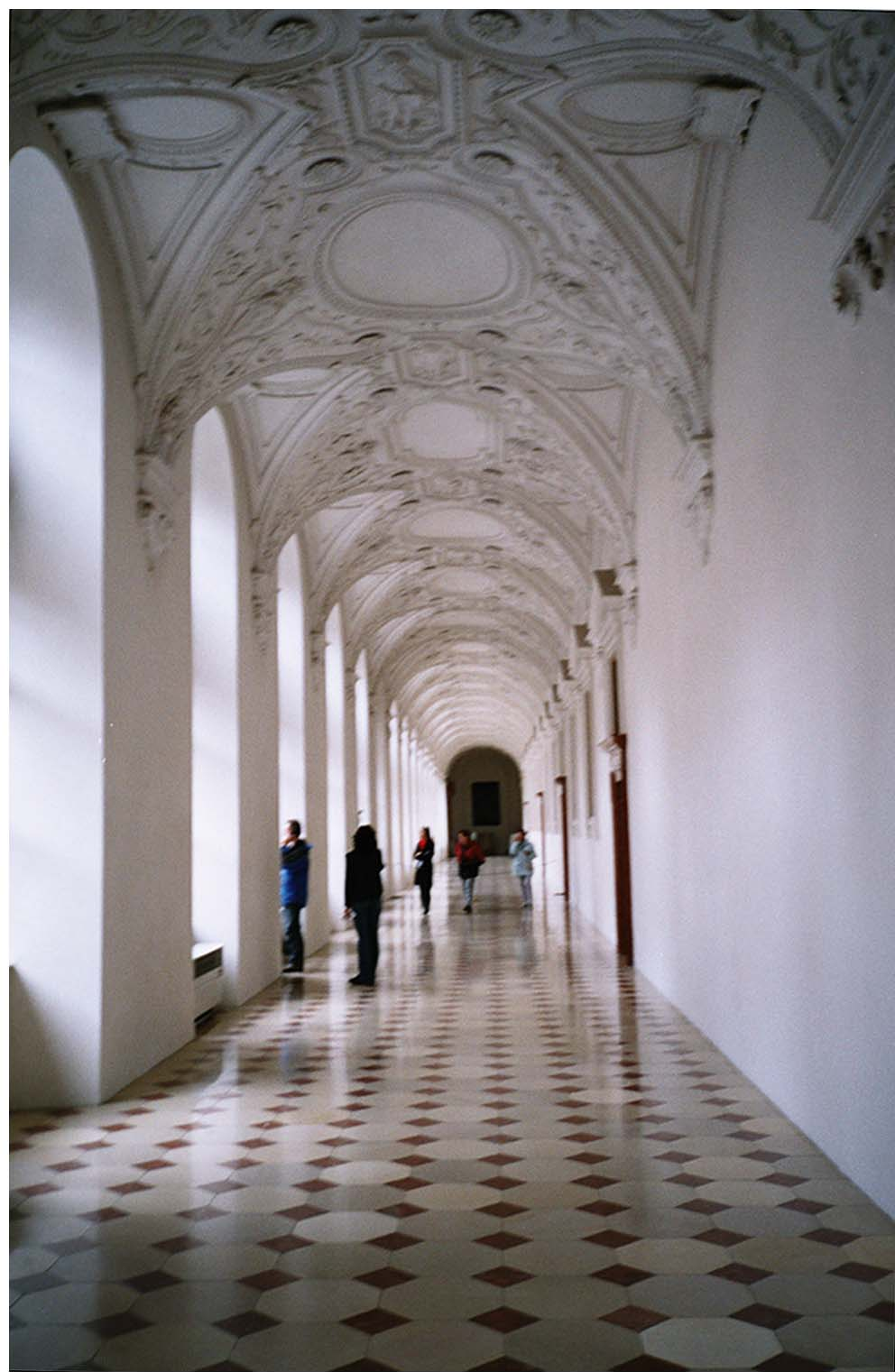
Corridor
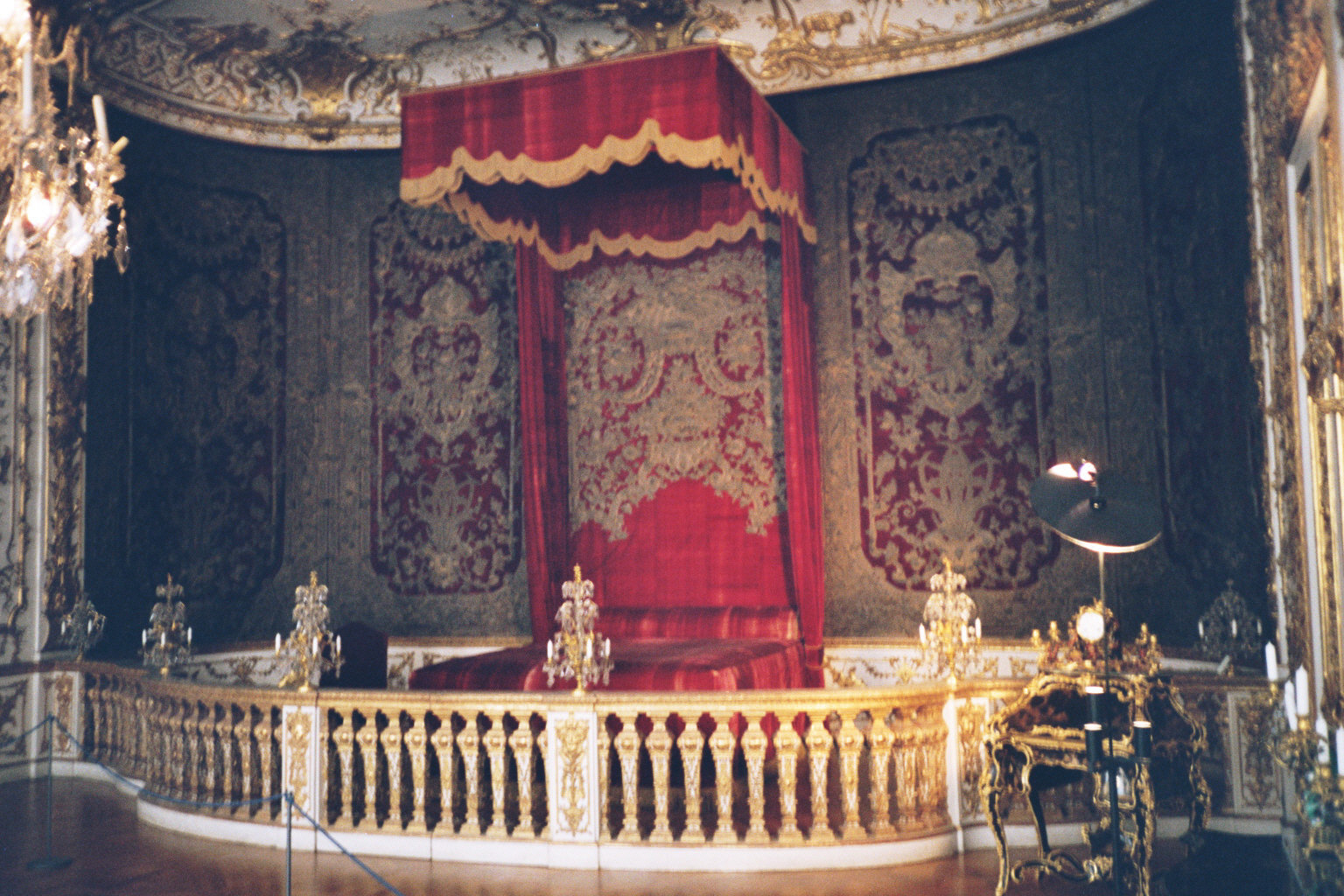
Bedroom of the Bavarian Elector
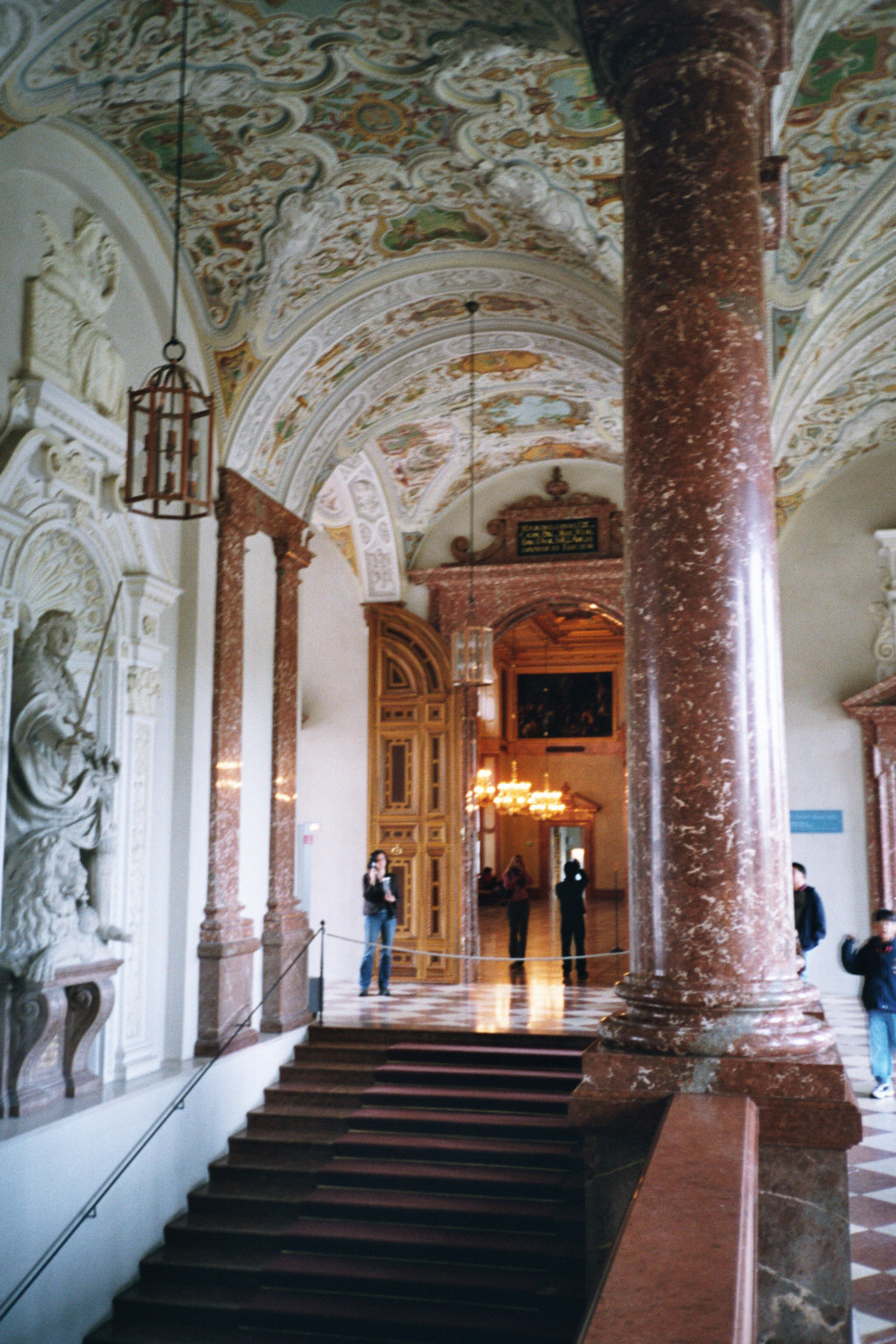
Kaisertreppe, or Emperor's stairs
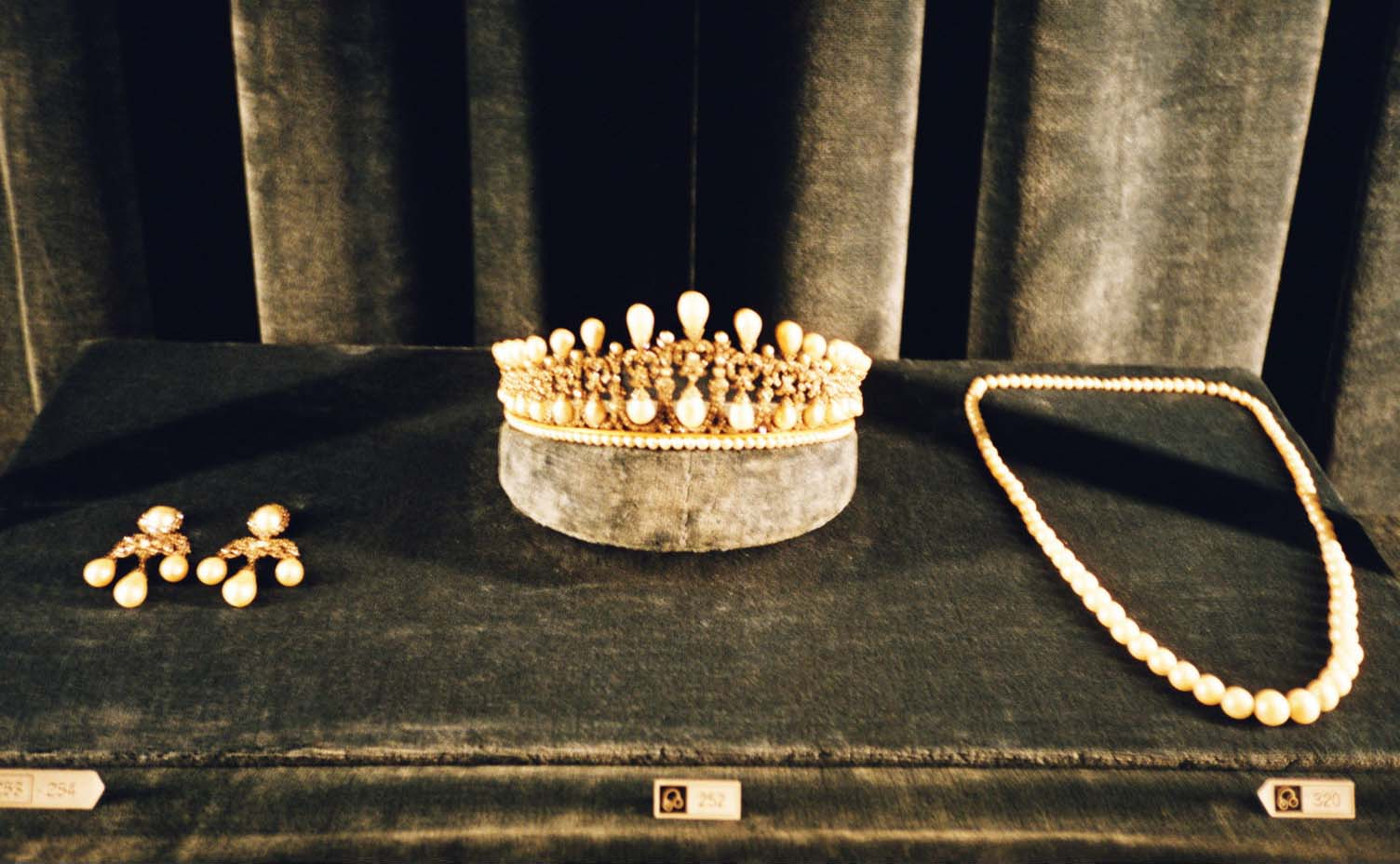
Pearl-parure of the Queen, Treasury
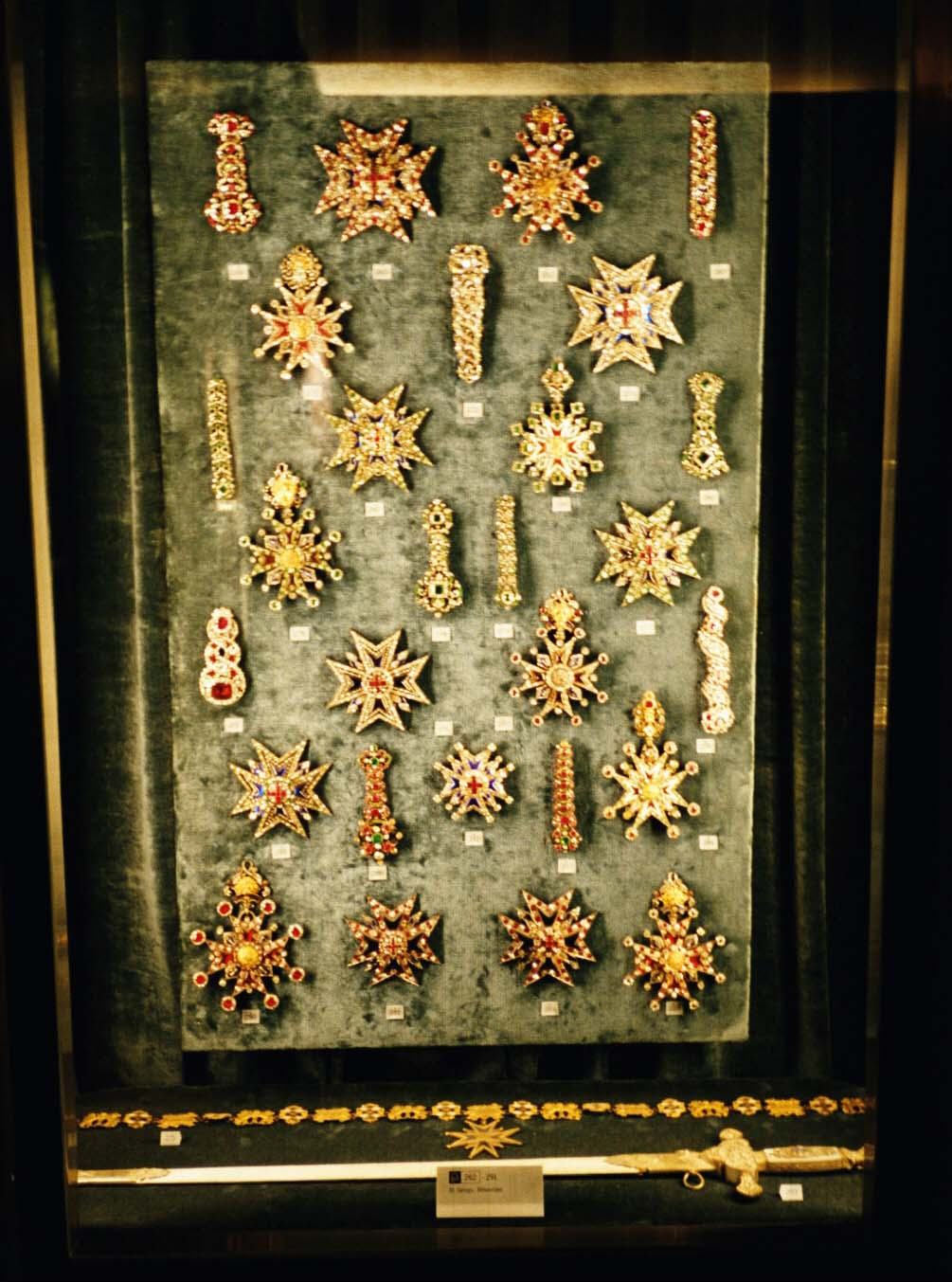
Some orders, Treasury
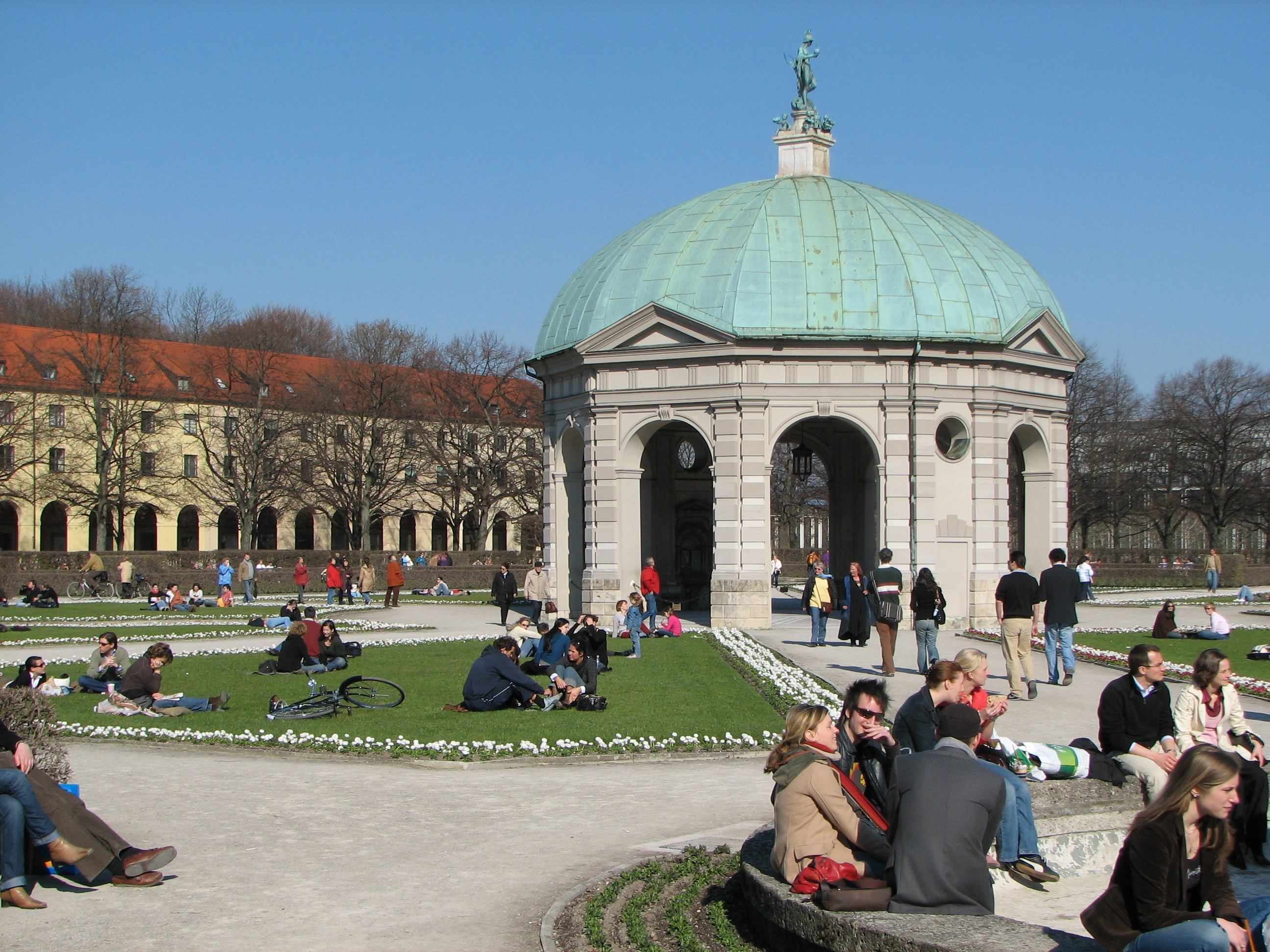
Diana's temple in the Hofgarten
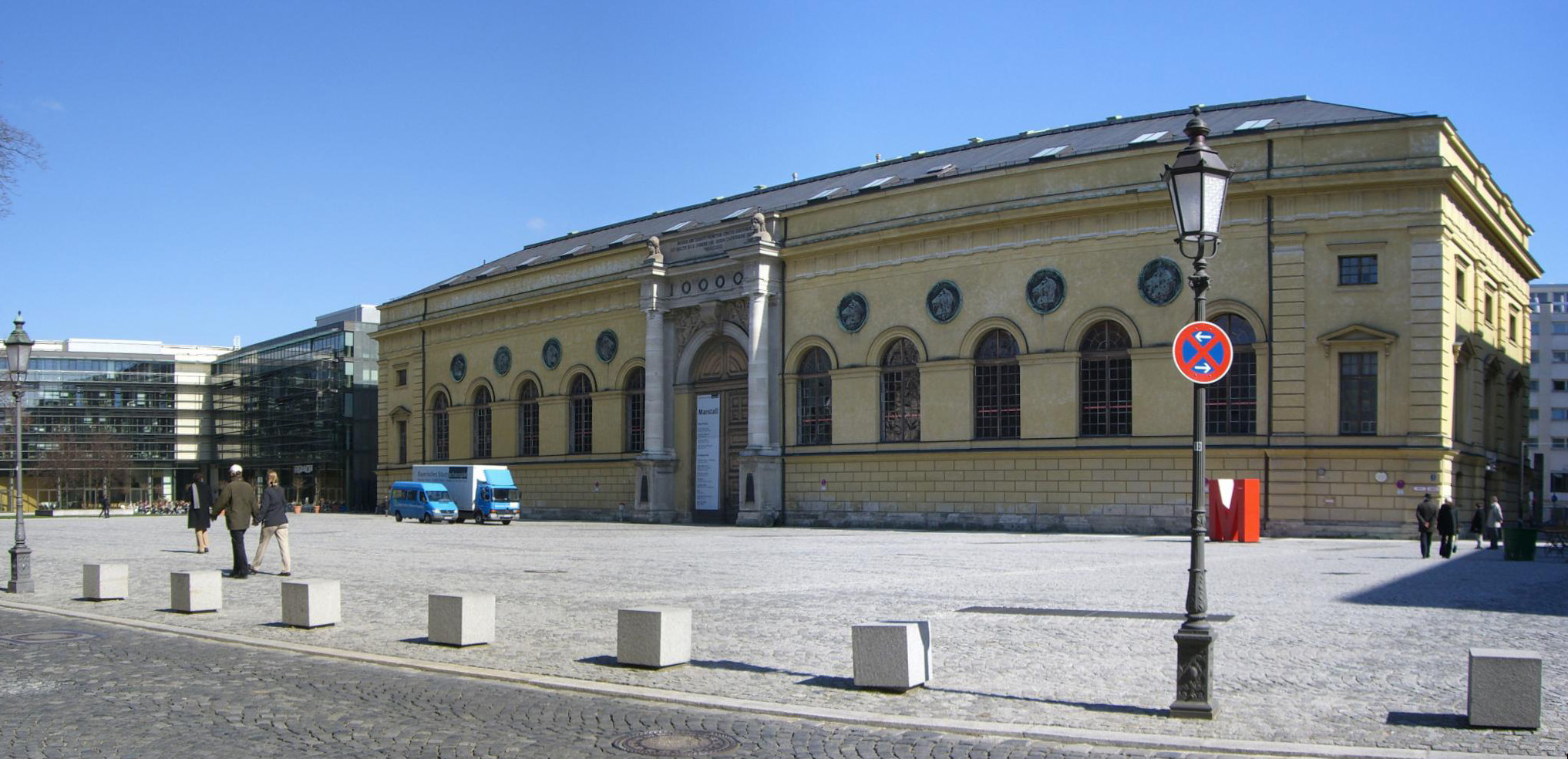
The Marstall (Royal Stables)
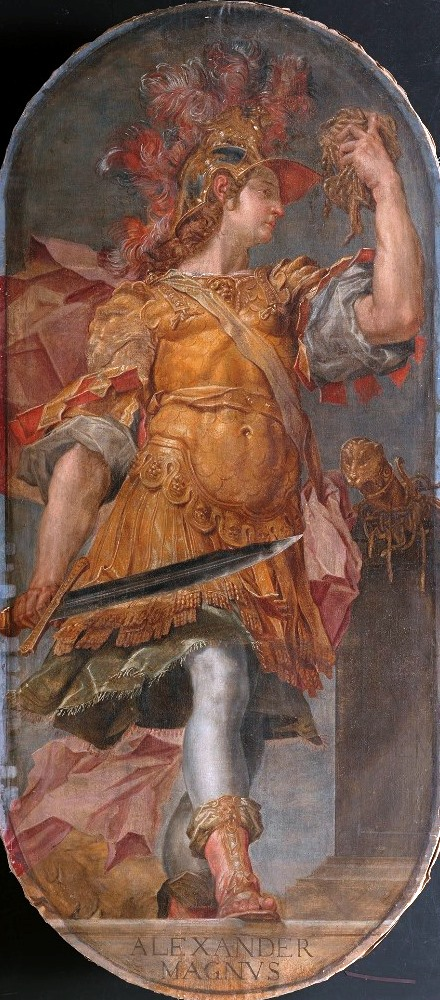
Alexander the Great, ceiling decoration by Peter Candid

## روابط خارجية
- Munich Residenz website
- A Jacobite Gazetteer Munich - Residenz